# Schauinslandbahn
| Schauinslandbahn                       | Schauinslandbahn                            |
| -------------------------------------- | ------------------------------------------- |
| Blick von der ehemaligen Mittelstation |                                             |
| Standort:                              | Horben bei Freiburg im Breisgau Deutschland |
| Bauart:                                | Zweiseilumlaufbahn                          |
| Baujahr:                               | 1930                                        |
| Berg:                                  | Schauinsland                                |
| Talstation:                            | Horben, 473 m                               |
| Höhendifferenz:                        | 746 m                                       |
| Bergstation:                           | 1220 m                                      |
| Streckenlänge:                         | 3480 m                                      |
| Fahrdauer:                             | 15–20 min                                   |
| Anzahl der Gondeln:                    | 37+1 Stk.                                   |
| Anzahl der Stützen:                    | Spannstation + 7 Stk.                       |
| Kapazität:                             | 7 Pers./Gondel, 700 Pers./Stunde            |
| Hersteller:                            | Heckel, Umbau PWH (Pohlig-Weserhütte)       |
| Betreiber:                             | Freiburger Verkehrs AG (VAG)                |
| Website:                               | www.schauinslandbahn.de                     |
| Fahrgäste:                             | 381.000 (2018)                              |
| Seildurchmesser:                       | Tragseil 50 mm, Zugseil 2 × 25 mm           |
| Nennleistung:                          | Hauptantrieb 280 kW, Notantrieb 62 kW       |
| Geschwindigkeit:                       | max. 4 m/s                                  |
| Kabinenzeitfolge:                      | min. 57 s                                   |

Logo Schauinslandbahn

Die Schauinslandbahn ist die längste nach dem Umlaufprinzip konzipierte Seilbahn Deutschlands und weltweit die erste dieser Art zur Personenbeförderung. Sie führt von der Talstation in Horben bei Freiburg im Breisgau auf den 1284 m hohen Schauinsland. Die Bergstation liegt etwas unterhalb des Berggipfels auf 1220 m und einige Hundert Meter südwestlich. Sie wurde 1930 eröffnet und 1987/1988 technisch überholt und erneuert.

## Beschreibung

### Allgemeines
Die Talstation der Schauinslandbahn liegt im Bohrertal in der Gemeinde Horben auf einer Höhe von 473 m NHN. Die Entfernung zu der auf 1220 m gelegenen Bergstation auf Freiburger Gemarkung beträgt 3480 m (horizontale Länge) bzw. 3565 m (schräge Länge). Häufig wird der Einfachheit halber eine Länge von 3600 m genannt, bei der es sich um die Länge der (durchhängenden) Seile handelt, die noch etwas größer ist als die schräge Länge. Die Seilbahn überwindet dabei einen Höhenunterschied von 746 m. Die größte Spannweite der Seilbahn beträgt 734 m zwischen den Stützen Nr. 6 und Nr. 7. Dabei erreicht sie mit 67 m ihre größte Höhe über Grund. Eine Fahrt dauert 15 bis 20 Minuten.
Es handelt sich um eine Zweiseilumlaufbahn mit der Besonderheit, dass es neben dem Tragseil zwei Zugseile statt einem gibt.

### Kabinen
Die 37 Kabinen für bis zu elf Personen fahren mit einer Geschwindigkeit von bis zu 4 m/s (14,4 km/h) und können bis zu 700 Personen pro Stunde in eine Richtung transportieren. Im Normalbetrieb werden 500 Personen pro Stunde bei einer Besetzung von sieben Personen pro Kabine, entsprechend der Anzahl der Sitzplätze transportiert. 2018 waren es knapp 381.000 Fahrgäste. Außerdem kann eine Revisionsgondel in den Umlauf eingekuppelt werden. Die Kabinenfolge kann frei variiert werden, der Mindestabstand beträgt 227 m.
Für den Radverkehr können gegen Aufpreis pro Kabine bis zu zwei Fahrräder transportiert werden.
Vor dem Umbau in den Jahren 1987 und 1988 gab es zehn Großraumkabinen für 24 Personen und einen Schaffner, der für derart große Kabinen vorgeschrieben war. Sie beförderten die Gäste nach Fahrplan auf den Berg. Gleichzeitig waren maximal acht Kabinen auf der Strecke unterwegs, während je eine Kabine zum Ein- und Aussteigen in der Tal- und Bergstation stand. Die Bahn hielt damals auch an der Mittelstation zum Ausstieg an, sodass z. B. die Zuschauer des Schauinslandrennen mitten im Geschehen sein konnten. Die Kabinen hatten Innenbeleuchtung; der Schaffner konnte per Fernsprecher mit dem Kollegen im Steuerungsstand der Bergstation reden und dort außerdem eine Warnglocke schrillen lassen. Für den Notfall, dass die Seilbahn auch mit dem Hilfsmotor nicht mehr bewegt werden konnte, hatten die Kabinen Rettungssäcke und Abseilvorrichtungen. Die Kabinen sahen mit ihrem Gehänge und dem Laufwerk mit acht Rollen denen der großen Pendelbahnen ähnlich, die zuvor die einzigen Luftseilbahnen für den Personentransport waren. Sie hatten ein Leergewicht von 1500 kg und eine Nutzlast von 2000 kg. Sie fuhren mit einer Geschwindigkeit von bis zu 4 m/s und mit einem Wagenabstand von mindestens 900 m und maximal 3600 m. Sie wurden in den Stationen zwar automatisch ein- und ausgekuppelt, die Zugseile mussten dazu aber jeweils angehalten werden. Auch die ursprüngliche Bahn hatte einen Revisionswagen zur Seilkontrolle und für den Materialtransport, der bei Bedarf eingekuppelt werden konnte.
Anlässlich des 90-jährigen Jubiläums der Bahn im Jahr 2020, hat der aus Freiburg stammende Cartoonist Peter Gaymann zwei Kabinen mit Hühnern gestaltet: Eine Kabine wird zum Hühnerstall und die andere zeigt Szenen aus dem Hühneralltag. Seit 1. Dezember sind sie im Einsatz.

### Weitere technische Einzelheiten

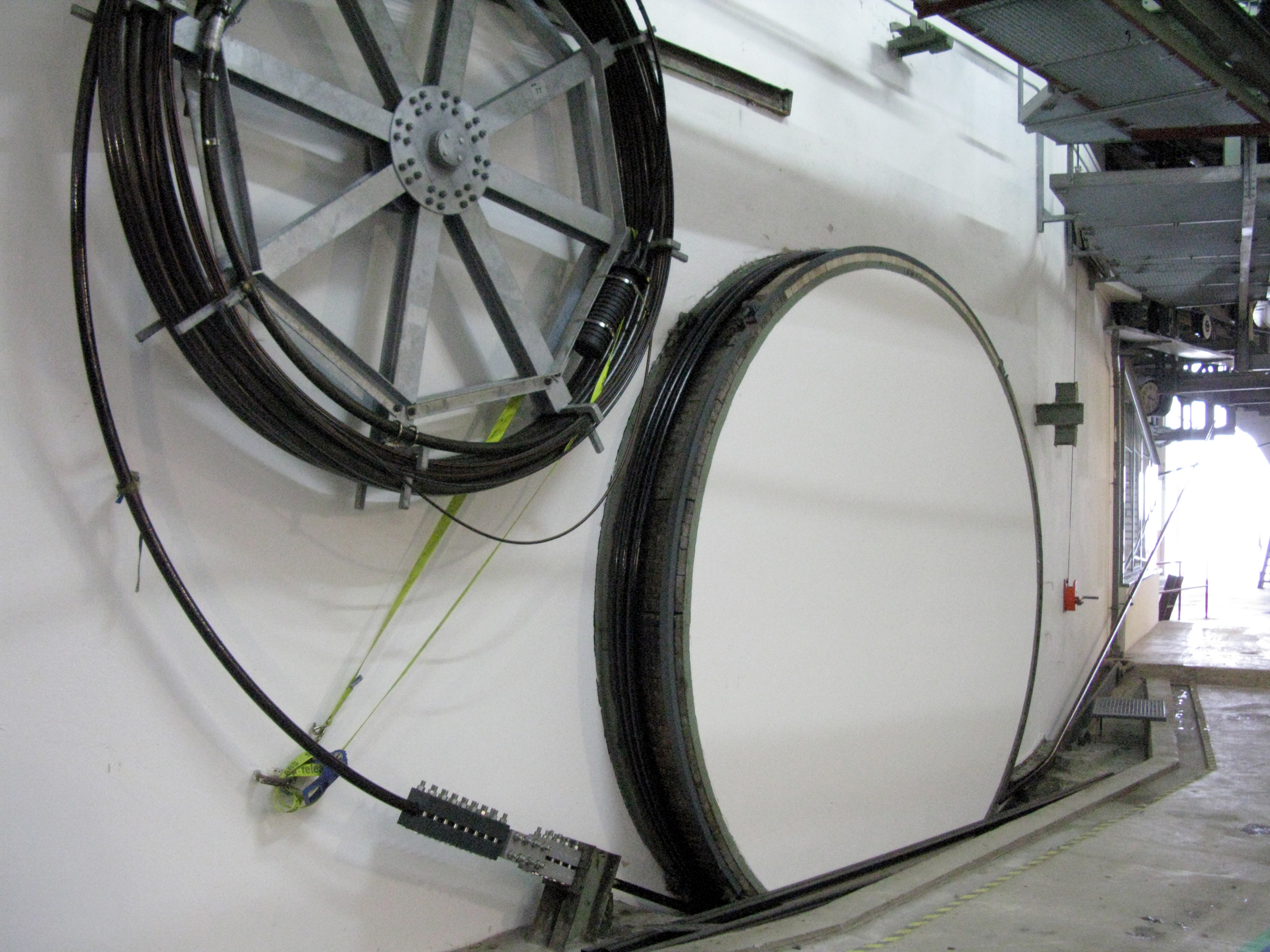
Verankerung eines Tragseils in der Bergstation

Die vollverschlossenen Tragseile haben einen Durchmesser von 50 mm. Sie sind nicht durchgehend, sondern in vier Abschnitte von je 1800 Meter unterteilt, die in der Berg- und der Talstation an den starken Pollern verankert sind. Auf halber Strecke der Seilbahn befindet sich eine Spannstation, die äußerlich zwei miteinander verbundenen Seilbahnstützen ähnelt. In ihr sind die beiden vom Tal bzw. vom Berg kommenden Abschnitte mit großen, frei in der Station hängenden Betongewichten verbunden. Die beiden vom Tal kommenden Tragseile werden auf diese Weise mit Gewichten von je 58 Tonnen und die beiden vom Berg kommenden Abschnitte mit Gewichten von je 52 Tonnen gespannt. Diese Spannstation diente ursprünglich auch als Mittelstation zum Ein- und Aussteigen.
Die beiden Zugseile haben Durchmesser von je 25 mm. Sie werden in der Bergstation von einer Treibscheibe mit einem Durchmesser von 5 m und einem Elektromotor angetrieben. Für Notfälle gibt es noch einen kleineren Hilfsmotor. Sie werden in der Talstation von zwei Spanngewichten von ursprünglich je 17,6 Tonnen, seit dem Umbau von je 20 Tonnen gespannt.
Die Seile laufen auf der Strecke über die Spannstation und über sieben weitere Seilbahnstützen, fünf in der unteren Hälfte und zwei in der oberen. Die höchste dieser Stahlfachwerk-Konstruktionen ist 37,5 m hoch. Die größte Spannweite der Seilbahn beträgt 734 m zwischen den Stützen Nr. 6 und Nr. 7. Außerdem steht vor der Bergstation ein Kuppengerüst, auf dem die Seile in einem großen Bogen aus dem Anstieg zu der horizontalen Anlage in der Station geführt werden.

### Aussichtsterrasse
Von 2019 bis 2020 wurde der Außenbereich der Bergstation für 825.000 Euro barrierefrei umgebaut. Unter anderem wurde eine 70 Quadratmeter große Aussichtsterrasse aus Sichtbeton mit Sitzstufen aus Douglasienholz sowie eine Baumhausanlage für Kinder erstellt. Das Landesministerium für Tourismus förderte den Umbau mit 72.000 Euro aus dem Tourismusinfrastrukturprogramm.

## Geschichte

Aktie über 100 RM der Schauinslandbahn AG vom Mai 1930

### Ursprüngliche Seilbahn von Ernst Heckel
1908 versuchte der damalige Oberbürgermeister Winterer den Stadtrat von Freiburg in einer Rede von der Notwendigkeit einer Bahn auf den Schauinsland zu überzeugen. Im folgenden Jahr reichten der Geheime Hofrat Georg Benoit, Professor an der Technischen Hochschule in Karlsruhe, und auch Ernst Heckel erste Projektentwürfe ein, gefolgt von Vorschlägen verschiedener Hersteller von Stand- und Luftseilbahnen. Die öffentliche Meinung war noch lange nicht überzeugt und der Erste Weltkrieg durchkreuzte alle Pläne.
1925 berief man schließlich eine Studienkommission, die sich für einen neuen Entwurf von Heckel aussprach. Trotz des Widerstands in der Presse wurde 1928 auf Betreiben der Stadt die Schauinslandbahn AG gegründet, die das Unternehmen Gesellschaft für Fördertechnik Ernst Heckel m.b.H. Saarbrücken und Achern (Baden) mit dem Bau der Seilbahn beauftragte.
Der Entwurf war von Georg Benoits Untersuchungen und Tests an der Technischen Hochschule in Karlsruhe und von seinen Verhandlungen mit den Genehmigungsbehörden maßgeblich geprägt. Der Entwurf der Gebäude für die Tal- und Bergstationen stammte von dem Freiburger Architekt Robert Mühlbach (1875–1975). Die ursprünglichen Seile wurden von der Felten & Guilleaume Carlswerk AG in Köln-Mülheim geliefert, der damals größten Drahtseilfabrik Europas und außerdem seit 1927 auch Hauptaktionär des Unternehmens von Ernst Heckel. Die gesamte elektrische Ausrüstung wurde von den Siemens-Schuckertwerken, Berlin geliefert und montiert.
Gut ein Jahr nach der Grundsteinlegung wurde die Schauinslandbahn als erste Personenseilbahn der Welt nach dem Umlaufprinzip am 17. Juli 1930 in Betrieb genommen.
Am 26. November 1932 überschattete ein tragisches Unglück den bislang reibungslosen Betriebsablauf der Bahn. Durch einen gravierenden Bedienungsfehler eines Schaffners wurde nur ein Zugseil an die Bahn gekuppelt. Dadurch geriet die Kabine über das herabgefallene Zugseil und wurde kurz vor der Talstation vom Tragseil gehebelt. Die Kabine stürzte 13 Meter in die Tiefe, wodurch drei Personen (darunter der Schaffner) ums Leben kamen. Nach umfangreichen Untersuchungen, durch die die grundsätzliche Sicherheit der Bahn bestätigt wurde, konnte der Betrieb im Januar 1933 wieder aufgenommen werden. Seitdem läuft der Betrieb unfallfrei.
Während des Zweiten Weltkrieges stiegen die Fahrgastzahlen von 140.000 auf 240.000, obwohl 1944 und 1945 wegen ständiger Fliegerbedrohung nur nachts gefahren werden konnte. In dieser Zeit musste die Bahn jedoch unter anderem die auf dem Berg eingerichteten Ausweichlazarette versorgen. Am 3. Dezember 1944 wurde die im Hotel Kyburg untergebrachte Universitätsklinik von britischen Fliegern angegriffen. Trotz Sturm wurden in der Nacht über hundert Kinder mit der Schauinslandbahn in ein Notquartier auf den Berg befördert.
Nach dem Muster der Schauinslandbahn baute Heckel Anfang der 1950er Jahre die Seilbahn von Caracas in Venezuela, eine Weiterentwicklung, die allerdings mehr als doppelt so groß war.
Im Jahr 1957 wurde die Schauinslandbahn Aktiengesellschaft in eine GmbH umgewandelt. Bis 1969 übernahm die Stadt Freiburg alle fremden Anteile und war seitdem alleinige Gesellschafterin. 1982 übernahm die Freiburger Verkehrs AG die Schauinslandbahn.

### Umbau 1987/1988 durch PWH
Im Jahr 1987 wurde der Betrieb nach 56 Jahren und ca. 12 Millionen Fahrgästen vorübergehend eingestellt und man begann mit einem grundlegenden Umbau, bei dem die komplette Steuerungstechnik erneuert wurde und die Großraumkabinen entfernt wurden. Der Umbau wurde von der PWH (Pohlig-Weserhütte) vorgenommen, einer Nachfolgegesellschaft des Unternehmens Ernst Heckel. Die Schauinslandbahn erhielt 37 neue, kleinere Kabinen (Kapazität: maximal elf Personen oder 825 kg), die nicht mehr von Schaffnern begleitet werden müssen. Der Umbau wurde am 6. Dezember 1988 abgeschlossen. Der gesamte Fahrbetrieb wurde teilautomatisiert. Dadurch und durch die höhere Anzahl der Kabinen konnte eine größere Beförderungsleistung erzielt werden. Die Fahrten können nun nach Bedarf angeboten werden, wodurch auch die Wartezeiten erheblich reduziert wurden. Am Konstruktionsprinzip wurde nichts geändert, die Bahn ist nach wie vor die längste Seilbahn nach dem Umlaufprinzip Deutschlands.

### Überholung 2013 durch Garaventa

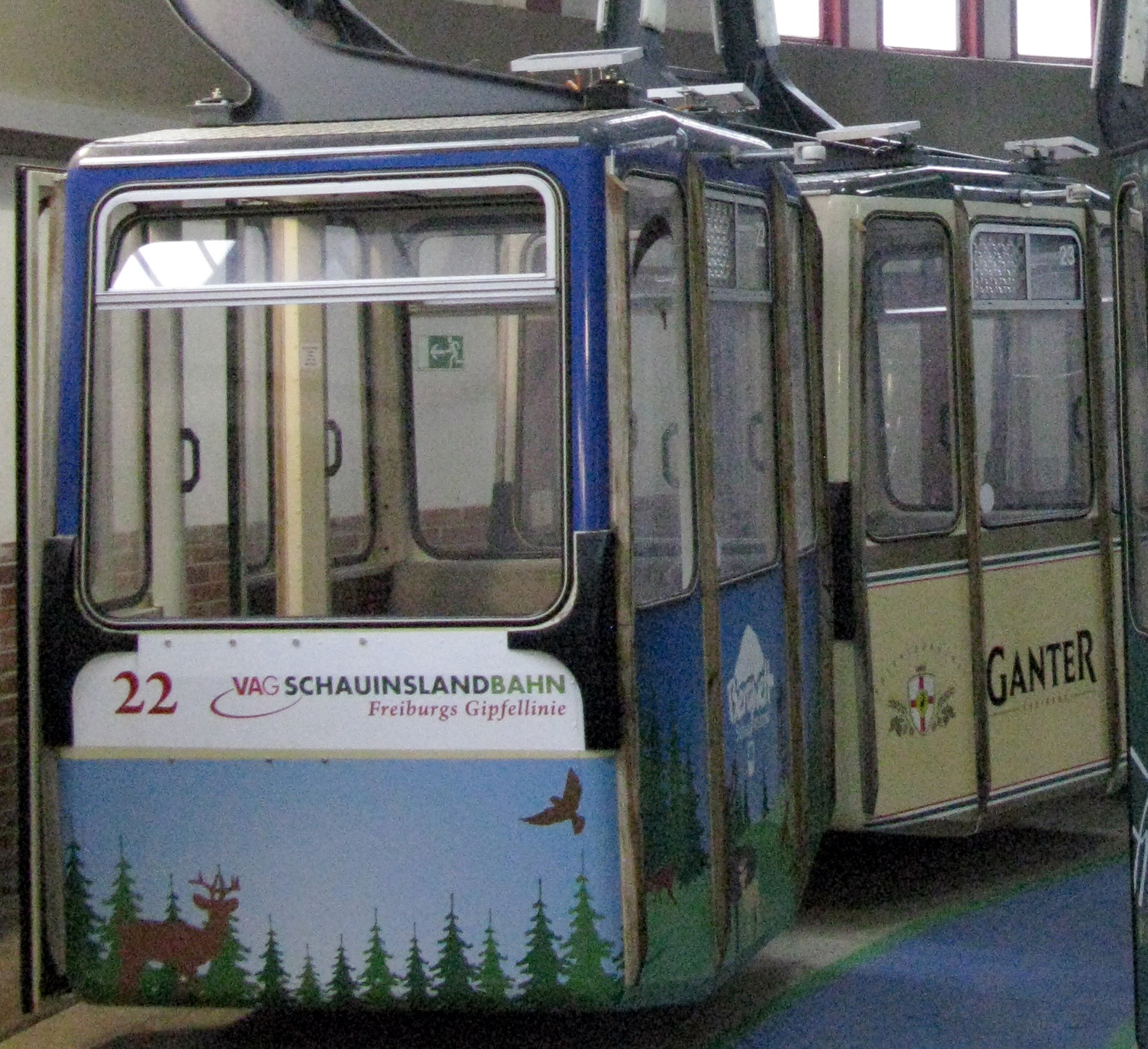
Kabinen mit Photovoltaikmodulen auf dem Dach für die Lüftung

Ab November 2012 wurde die Seilbahn für rund drei Millionen Euro von Garaventa, einem Unternehmen der Doppelmayr/Garaventa-Gruppe generalüberholt. Zwei der vier alten Tragseile wurden gegen Tragseile mit integriertem Lichtwellenleiter ausgetauscht und die beiden alten im üblichen Verfahren jeweils um neun Meter verschoben, damit andere Stellen belastet werden. Zusätzlich wurden Elektrik, Antrieb und Bremsen erneuert. Am 30. April 2013 ging die Seilbahn wieder in Betrieb.
Die Schauinslandbahn wurde von der Denkmalstiftung Baden-Württemberg zum „Denkmal des Monats September 2013“ ernannt.
Da sich die Kabinen im Sommer trotz kleiner Fenster bis zu 35 °C aufheizten, wurden 2015 zusätzliche solarbetriebene Lüftungen eingebaut. Seitdem tragen die Kabinen zwei Photovoltaikmodule auf dem Dach.

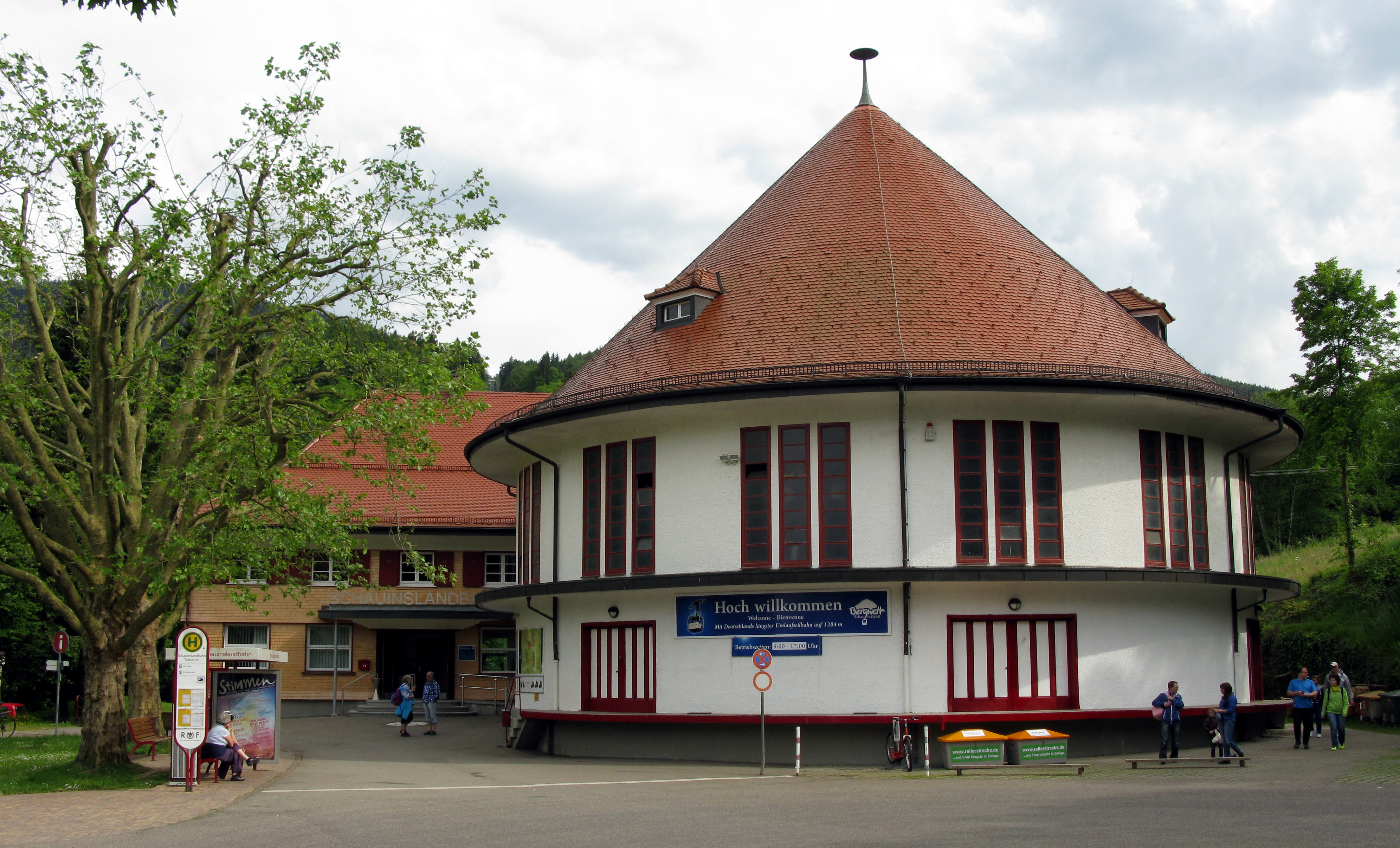
Talstation
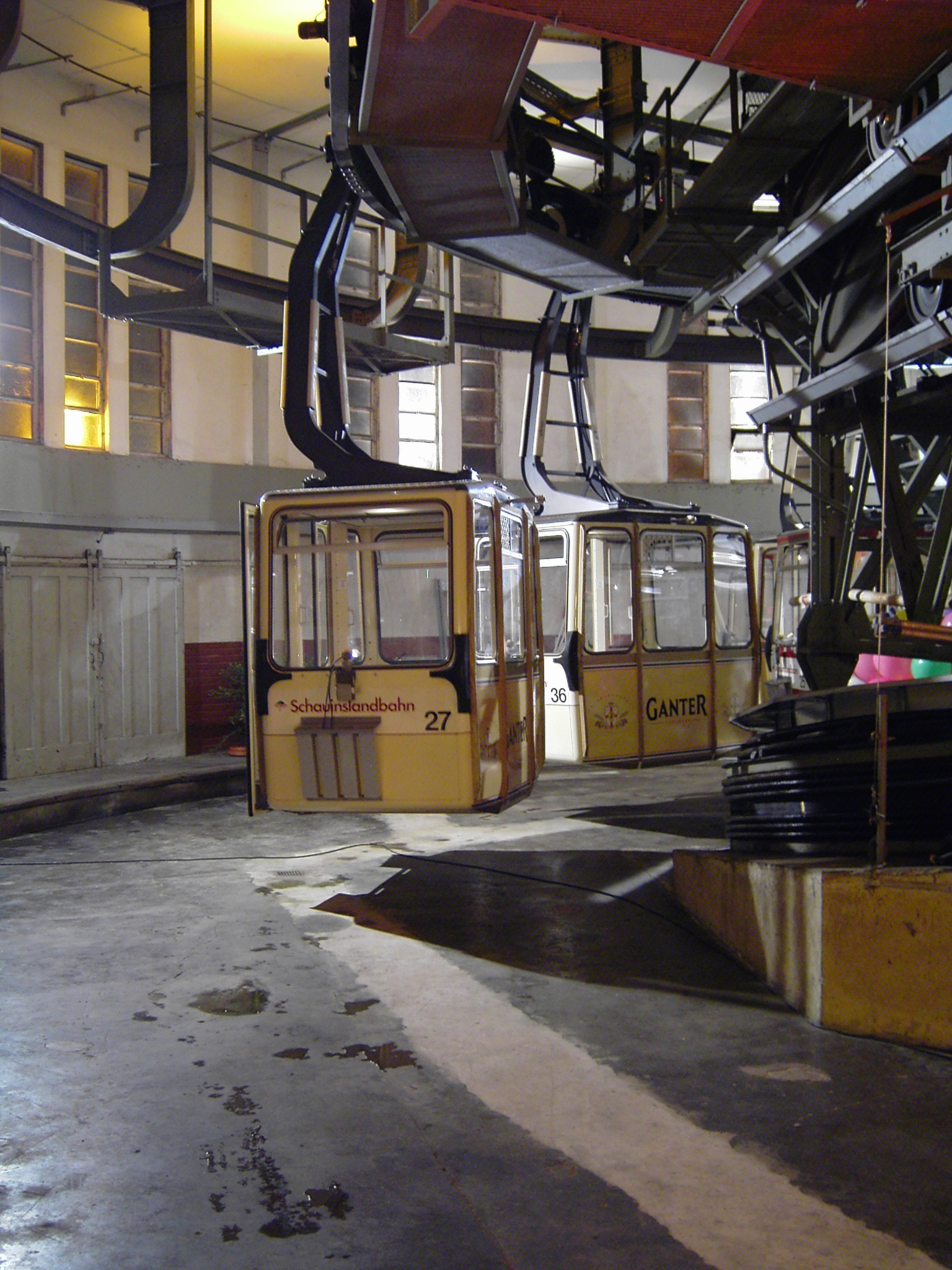
Wendeschleife in der Talstation
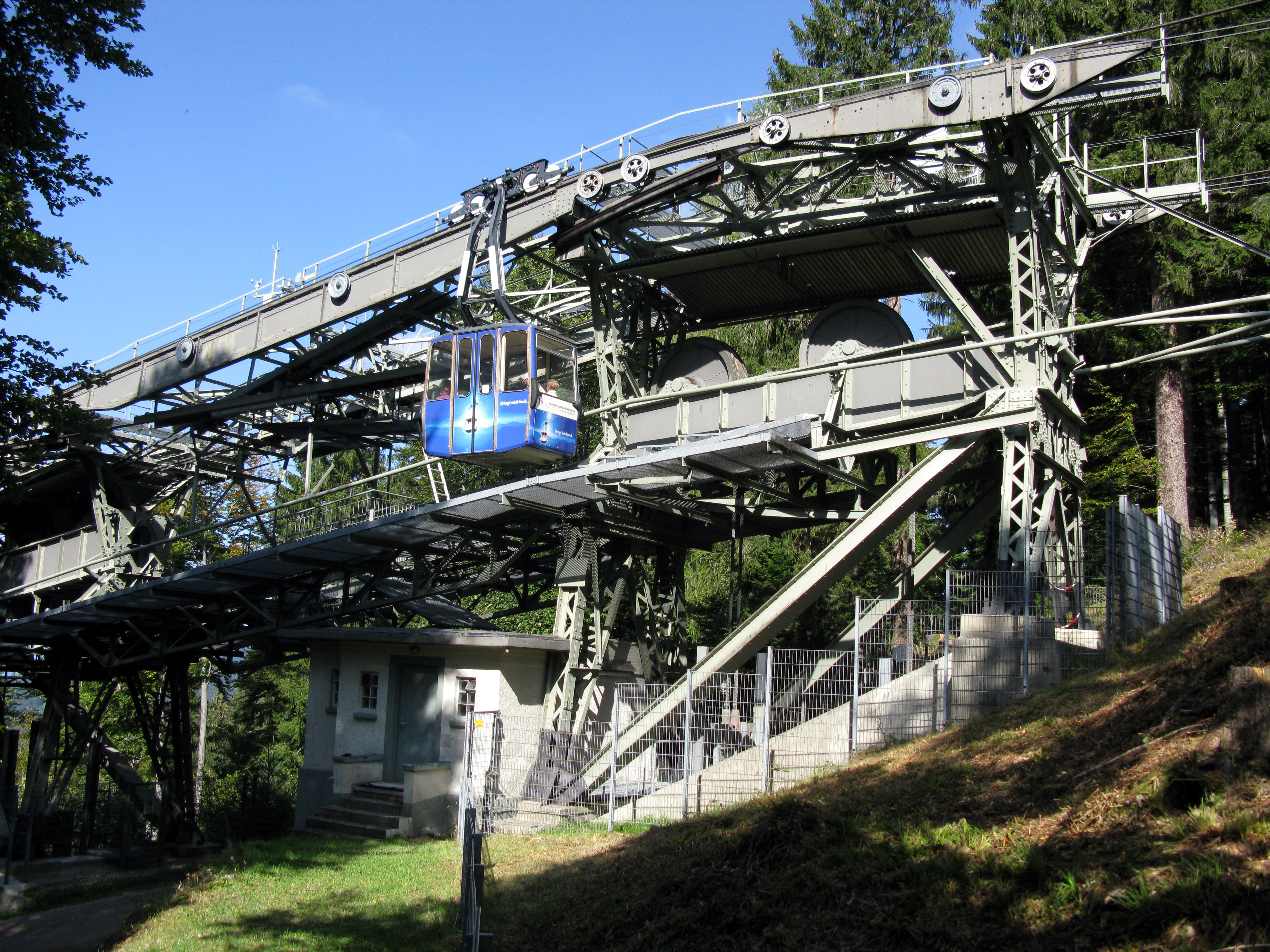
Spannstation, Mittelstation
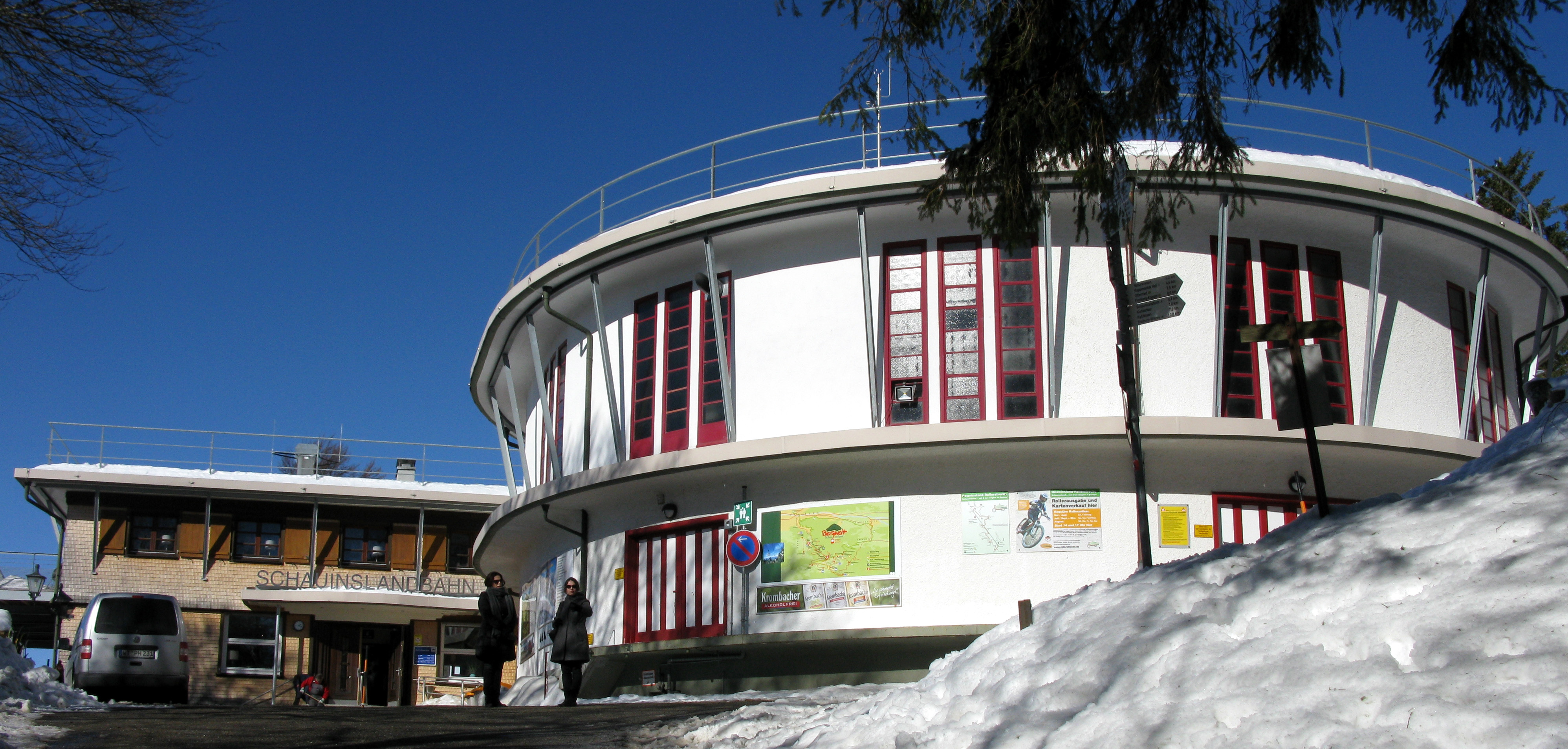
Bergstation

## Rezeptionen
Ein Funktionsmodell der Bahn wurde von dem Hersteller Brawa im Maßstab N mit den originalen Kabinen von 1930 herausgebracht.
Im Tatort: Die große Angst spielt die Bahn eine Rolle.